# Clipatge d'aneurisma
El clipatge d'aneurisma (o, senzillament, clipatge) és un procediment quirúrgic que es realitza per tractar un aneurisma. Si l'aneurisma és intracranial, es realitza una craniotomia, i després es col·loca un clip Sugita d'Elgiloy (aliatge Co-Cr-Ni) o de titani al coll de l'aneurisma.
El clipatge quirúrgic va ser introduït per Walter Dandy de l'Hospital Johns Hopkins l'any 1937. Consisteix a realitzar una craniotomia, exposant l'aneurisma i tancant la base de l'aneurisma amb un clip escollit específicament per al lloc. La tècnica quirúrgica s'ha anat modificant i millorant al llarg dels anys. El clipatge quirúrgic té una menor taxa de recurrència d'aneurisma després del tractament.